# تالیاکوتزو
تالیاکوتزو (به ایتالیایی: Tagliacozzo) یک کومونه در ایتالیا است که در استان لاکویلا واقع شده‌است. تالیاکوتزو ۸۹٫۴۱ کیلومتر مربع مساحت و ۷٬۰۰۳ نفر جمعیت دارد و ۷۴۰ متر بالاتر از سطح دریا واقع شده‌است.